# Orgilus utahensis
Orgilus utahensis är en stekelart som beskrevs av Muesebeck 1970. Orgilus utahensis ingår i släktet Orgilus och familjen bracksteklar. Inga underarter finns listade i Catalogue of Life.